# Plasma de quarks i gluons
El plasma de quarks-gluons (Quark-Gluon Plasma, QGP, en anglès) és una fase predita per la teoria de la interacció forta, la cromodinàmica quàntica (QCD), quan la temperatura i/o la densitat d'un sistema d'hadrons són molt altes. Aquesta fase de la matèria QCD deconfinada és composta de quarks i gluons (gairebé) lliures que deixen d'estar confinats en distàncies de l'ordre del femtometre (fm) dins dels estats lligats de mesons i barions. La recerca experimental del QGP s'ha dut a terme en col·lisions de ions pesants (nuclis atòmics) a altes energies. Els experiments al Super Proton Synchrotron (SPS) del CERN van ser els primers a provar de crear el QGP als anys vuitanta i noranta, amb indicacions de la formació d'aquest estat en col·lisions plom-plom centrals. Actualment, diversos experiments al Col·lisionador de Ions Pesants Relativistes (RHIC) del Laboratori Nacional de Brookhaven (Nova York, Estats Units) i al Gran Col·lisionador d'Hadrons (LHC) del CERN, continuen amb l'estudi de les propietats del QGP.

## Propietats

### Termodinàmica
La temperatura de transició de la matèria hadrònica normal a l'estat de QGP està al voltant de T=175 MeV, equivalents a una densitat d'energia al voltant d'1 GeV/fm³, d'acord amb càlculs de reticle de la QCD. Les condicions de temperatura inicials assolides en els sistemes experimentals produïts en col·lisions de nuclis a RHIC i LHC estan almenys un factor 10 per sobre d'aquesta temperatura crítica de transició.

### Coeficients de transport
El recorregut lliure mitjà de quarks i gluons al QGP ha estat calculat amb mètodes pertorbatius de la QCD, així com en aproximacions basades en la teoria de cordes. El petit valor mesurat a RHIC i LHC del segon coeficient de Fourier (anomenat flux el·líptic) de la distribució azimutal de partícules en col·lisions de nuclis indica una conversió molt eficient dels gradients de pressió inicials del sistema cap a l'estat final. Aquest resultat només pot ser reproduït per càlculs hidrodinàmics que inclouen una viscositat del QGP molt baixa. El QGP es comporta, doncs, com un líquid quasi perfecte.